# Katharina Gallhuber
Katharina Gallhuber, född 16 juni 1997 i Scheibbs, Niederösterreich, är en österrikisk alpin skidåkare. Hon gjorde sin första världscupstart den 24 oktober 2015 i Sölden. Hon har innan dess tävlat i Europacupen. Gallhuber tog en silvermedalj i slalom under juniorvärldsmästerskapet 2016 i Sotji, 29 hundradelar efter tyska Elisabeth Willibald.
Gallhuber tog sin första topp-tio-placering i världscupen när hon kom på en sjundeplats i slalom i amerikanska Killington den 27 november 2017. Vid olympiska vinterspelen 2018 i Pyeongchang tog hon en bronsmedalj i slalom och en silvermedalj i lagtävlingen.